# Gwalior
 (septembre 2017).
Si vous disposez d'ouvrages ou d'articles de référence ou si vous connaissez des sites web de qualité traitant du thème abordé ici, merci de compléter l'article en donnant les références utiles à sa vérifiabilité et en les liant à la section « Notes et références ».
Gwalior (hindi : ग्वालियर ) est une ville située dans le district de Gwalior dans l'État indien du Madhya Pradesh.

## Histoire
La légende prétend que le nom de la ville proviendrait de celui d'un ascète, Gvâlipa, qui aurait guéri un râja râjput, Surâj Sen, de la lèpre. Ce dernier aurait alors fondé la ville en remerciement.
Gwâlior est la ville natale de Tansen, celui qui est considéré comme l'un des plus grands musiciens indiens de tous les temps et qui fut musicien de cour d'Akbar. Son mausolée est dans la ville.

## Infrastructure
L'aéroport de Gwalior est relié à Delhi, Indore et Bombay grâce à Alliance Air.

## Le fort de Gwalior
Le fort de Gwalior, qui abrite un certain nombre de bâtiments historiques, est situé sur une plateforme rocheuse qui surplombe la ville et qui mesure 2,4 kilomètres dans sa plus grande longueur, dans le sens nord-sud et 820 m dans sa plus grande largeur. La plateforme culmine à 104 m à son extrémité nord. Un rempart entoure le fort auquel on accède par une route à forte pente. La citadelle, situé au nord-est de l'enceinte, est une belle bâtisse de pierre jaune, ornée de carreaux de terre vernissées comportant des images aux décors animaliers, en particulier une étonnante frise de canards.
Plusieurs temples remarquables ont été construits à l'intérieur de l'enceinte. Le groupe des Sas-bahû, par exemple, construit en 1093 par le râja Padmapâla et son frère Mahîpâla, peut-être dédié à l'origine à Vishnou, est consacré au culte jaïn. Le plus grand - 33 × 21 m - a perdu son toit tandis que l'autre - de forme carrée de 7,50 mètre de côté - est ouvert comme un pavillon et a conservé son toit pyramidal. Tous deux comportent une salle centrale à quatre piliers. Le Teli-ka-Mandir - le temple du marchand d'huile - date du XIe siècle et a connu une rénovation au XIXe siècle. Probablement dédié à Sûrya à l'origine, il est devenu par la suite un temple jaina. Il fut ensuite consacré à Vishnu avant de devenir un temple de Shiva au XVe siècle.
Une des curiosités du fort est un ensemble de grottes jaïnes excavées dans la falaise dans la partie où la route monte jusqu'à la plateforme supérieure. On en compte une centaine de tailles très diverses. La plupart d'entre elles ne forment qu'une niche autour de la statue qui en a été excavée, mais certaines sont d'une taille telle qu'elles ont pu être une cellule destinée à accueillir un ascète jaïn, chose très courante dans l'ensemble de l'Inde. D'après une inscription, le travail qui a produit cet ensemble de grottes se serait déroulé sur une trentaine d'années au cours du XVe siècle. Une des statues excavées mesure 17 mètres de haut, ce qui en fait la plus grande de l'Inde du Nord.
Le palais Mân Mandir, construit par Mân Singh (1486-1516), montre un exemple intéressant du travail architectural hindou de cette époque en Inde. Il n'a cessé d'être agrandi dès la fin de sa construction et jusqu'au XVIIe siècle, en particulier par les empereurs moghols Jahângîr et Shâh Jahân.

## Temple du Soleil

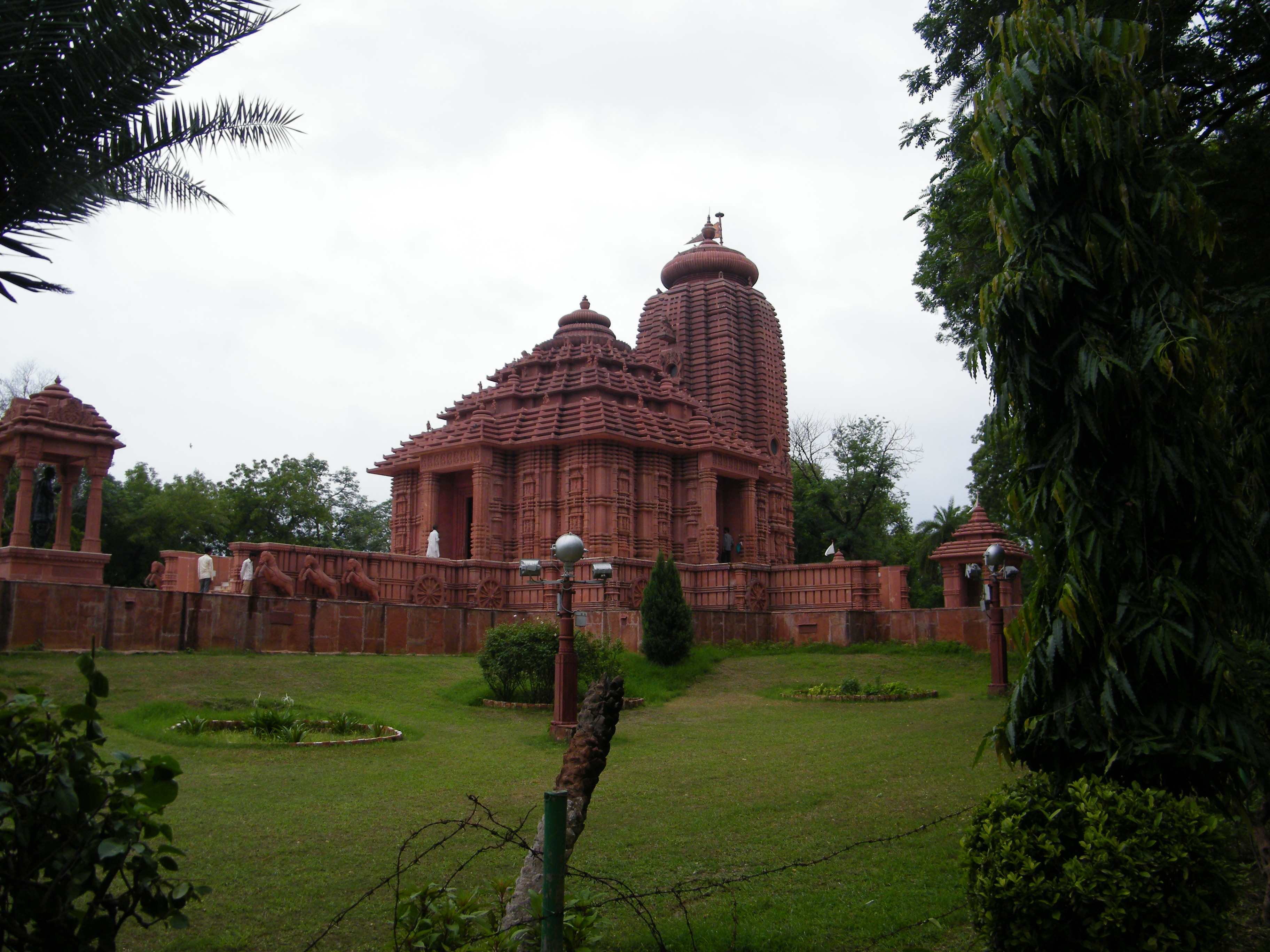
Temple du Soleil.

Situé dans le cantonnement de Morar (en), le temple du Soleil « Vivsvaan mandir » est dédié au dieu du soleil Sūrya. Conçu comme une réplique du temple du Soleil (ou temple de Sūrya) de Konârak en Odisha, il est financé et construit dans les années 1980 par la famille Birla (en).
Le temple se trouve dans un jardin, à l'intérieur de l'enceinte du temple. Il attire les habitants et les touristes qui s'y rassemblent pour prier. Avant la construction du temple, les jardins portaient le nom de Tapovan. C'est là que le maharaja de l'État de Gwalior a tenté, sans succès, d'introduire des lions d'Afrique.

## Galerie

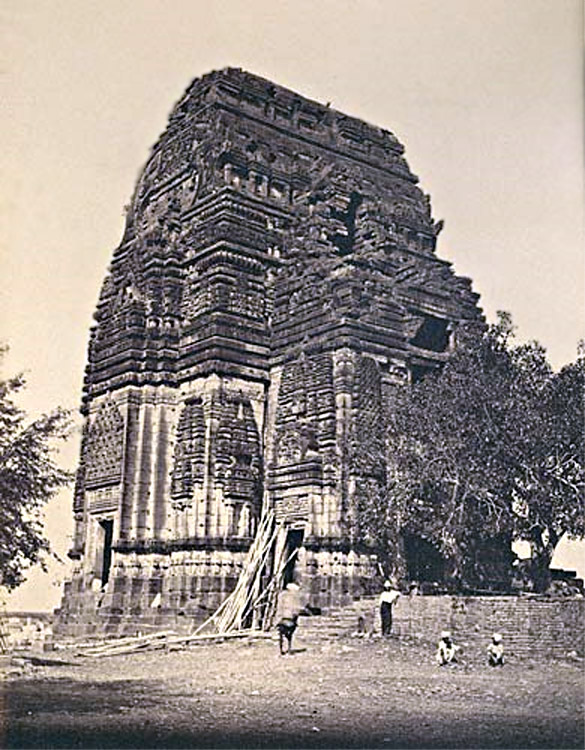
Le Teli ka Mandir
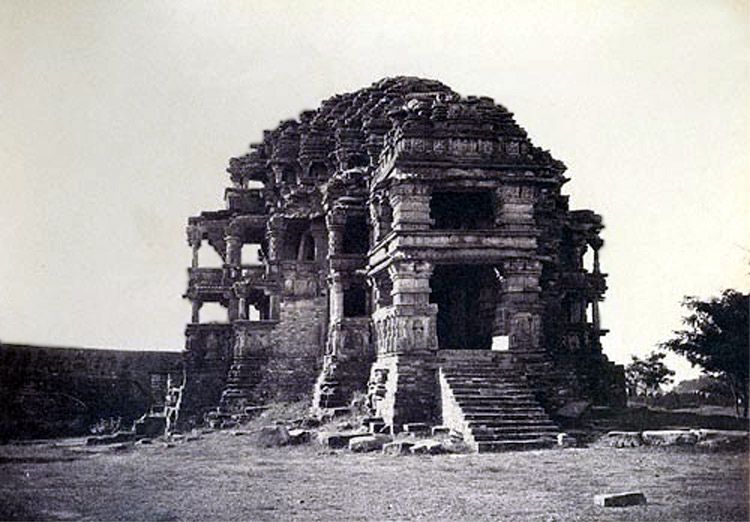
Le temple Sas Bahu
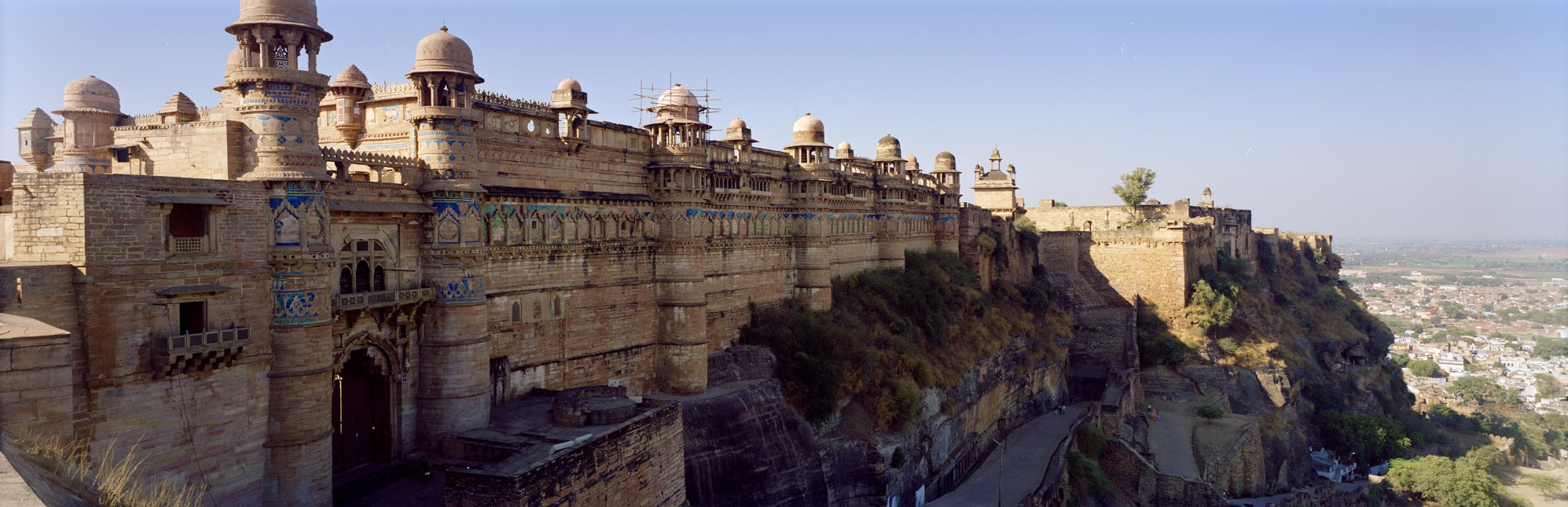
Le fort de Gwalior
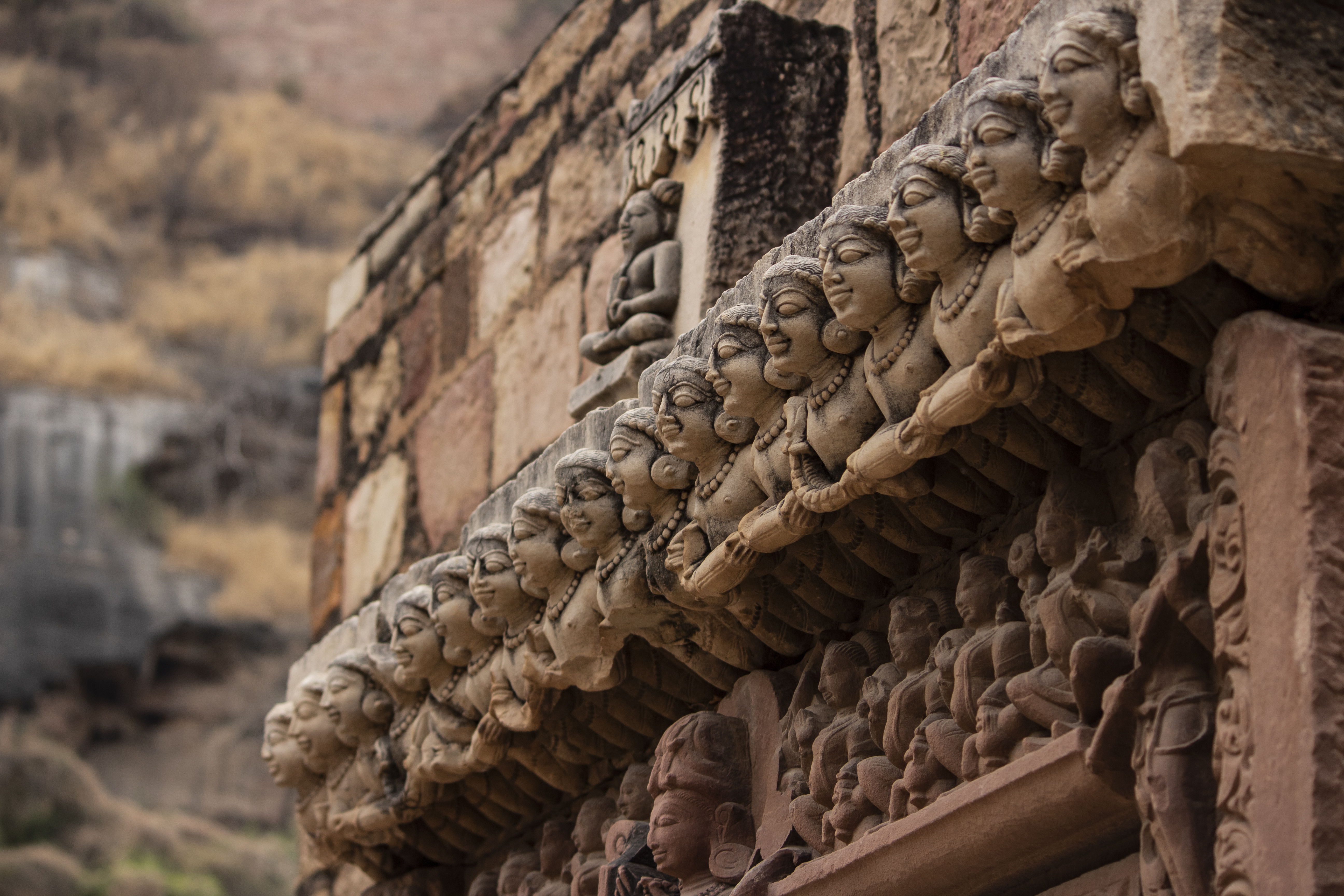
Sculptures au Gujari Mahal, un palais au fort de Gwalior. Avril 2019.

## Personnalités
- Bala Rao Sahib (1824-1862), peshwa, frère de Nana Sahib, y est né.
- Henri Schaerrer (1916-1941), officier de marine et résistant français, compagnon de la Libération, y est né.